# Кроссовер (роман)
«Кроссовер» (англ. The Crossover) — роман для подростков в рэп-стихах американского писателя и поэта Александера Кваме, опубликованный в марте 2014 года. Лауреат медали Джона Ньюбери (2015) и премии Коретты Скотт Кинг (2015).

## Сюжет
«Кроссовер» — книга о жизни двух талантливых братьев-баскетболистов Джоше и Джордане Беллах. Благодаря своему отцу, суперзвезде Чарльзу «ДаМэну» Беллу они — настоящие короли на корте. Однако в крови у Джоша есть нечто большее, чем просто баскетбол, — это биты́, которые помогают ему найти свой ритм. По мере того, как разворачивается их победоносный сезон, всё начинает меняться: Джордан встречает девушку, и братские узы близнецов рушатся. Джош и Джордан должны повзрослеть как на игровой площадке, так и за её пределами, осознать, что за нарушение правил приходится платить ужасную цену, в то время как кульминация их истории становится переломным моментом для всей семьи.

## Перевод на русский язык
В 2021 году в издательстве «Самокат» (Москва) вышла книга «Кроссовер», рэп-адаптацию на русский язык которой выполнил поэт и музыкант Михаил Феничев.

## Адаптация
В марте 2021 года было объявлено, что платформа «Disney+» приступила к съёмкам пилотной серии телеадаптации книги. Сценаристами «пилота» стали Александер и Дамани Джонсон, а Джордж Тиллман-младший — его режиссёром. В мае 2021 года было объявлено, что главные роли сыграют Джалин Холл и Амир О’Нил. В июне 2021 года Дерек Люк, Сабрина Ревелл, Скайла Айлис, Дея Моник Круз и Тревор Рейн Буш присоединились к актёрскому составу пилотной серии. В феврале 2022 года было объявлено, что закадровое повествование истории будет исполнено Давидом Диггзом.